# 美川县
美川县（越南语：／）是越南朔庄省下辖的一个县。

## 地理
美川县东北接朔庄市，东接镇夷县，东南接永州市社，西南接薄寮省永利县，西接盛治县，北接美秀县。

## 历史
2009年12月23日，以盛泰安社、盛泰顺社、才文社、园安社、园平社5社和隆富县2市镇4社析置镇夷县；美川县仍辖美川市镇、大心社、贪敦社、盛富社、玉东社、盛贵社、和秀一社、嘉和一社、嘉和二社、玉素社、和秀二社1市镇10社。

## 行政区划
美川县下辖1市镇10社，县莅美川市镇。
- 美川市镇（Thị trấn Mỹ Xuyên）
- 大心社（Xã Đại Tâm）
- 嘉和一社（Xã Gia Hòa 1）
- 嘉和二社（Xã Gia Hòa 2）
- 和秀一社（Xã Hòa Tú 1）
- 和秀二社（Xã Hòa Tú 2）
- 玉东社（Xã Ngọc Đông）
- 玉素社（Xã Ngọc Tố）
- 贪敦社（Xã Tham Đôn）
- 盛富社（Xã Thạnh Phú）
- 盛贵社（Xã Thạnh Quới）